# محمدرضا طالقانی
محمدرضا طالقانی (زادهٔ ۷ بهمن ۱۳۳۱ در محله گذر مستوفی در منطقه درخونگاه) از محلات قدیمی تهران). وی از سال ۱۳۸۱ تا ۱۳۸۵ رئیس فدراسیون کشتی ایران و سرپرست فدراسیون کشتی پهلوانی و ورزش باستانی بوده است.

## زندگی‌نامه
محمدرضا طالقانی فرزند کاظم در سال ۱۳۳۱ در محلهٔ گذر مستوفی در منطقه درخونگاه از محلات قدیمی تهران به دنیا آمد. تحصیلات خود را در مدرسه جعفری اسلامی و سپس هنرکده امیر طی کرد و از پانزده سالگی به کشتی روی آورد و تا ۱۳۶۰ شمسی که کشتی را کنار گذاشت هشت مدال بین‌المللی کسب نمود. سه سال پهلوان پایتخت شد و هفت سال نیز قهرمان تیم ملی بود. او از برگزار کنندگان هیئات مذهبی محله خودشان است.
با قطعی شدن ورود خمینی به ایران در ۱۲ بهمن ۱۳۵۷ قرار شد خمینی در مدخل ورودی دانشگاه سخنرانی کنند و برای حفاظت از وی نیز تعدادی افراد از جمله محمدرضا طالقانی انتخاب شدند.

## ابتلا به کرونا
در تیر ۱۳۹۹ با اوج گرفتن شیوع کرونا در ایران، محمدرضا طالقانی نیز به کرونا مبتلا شد و پس از چند روز بستری شدن در بیمارستان مهر تهران برای ادامه روند درمان راهی منزل شد.